# Miklušovce
Miklušovce jsou obec na Slovensku v okrese Prešov. První písemná zmínka o obci pochází z roku 1330. V minulosti se obec také nazývala Miklósvágás, Miklósvagas, Miklussowcze (1773); Miklóschwágásch, Miklussowce (1786); Miklósvágás, Miklússowce, Mikulássowce, Miklósfalva, Nickelsdorf (1808); Miklósfalu, Miklósvágás (1863-1902); Miklósvágása (1907-1913); Miklušovce (1920). Žije zde 305 obyvatel.

## Symboly obce

### Pečeť
Obec Miklušovce používala na potvrzování svých písemností obecní pečeť z roku 1786. Je to nejstarší známá písemně doložená pečeť obce. Poprvé byla použita 25. března 1787. V kruhopisu je verzálkami uvedeno: POS (sessio): MIKLOSVAGAS: 1786. V pečetním poli je vyobrazen doprava otočený jelen s výrazným parožím, stojící na zadních nohách. Přední má zvednuté, jako při výskoku.

### Znak
Obec Miklušovce byla od roku 1751 ve vlastnictví šlechticů Šemšejovců. Ti mají v svém rodovém erbu vyobrazeného jelena ve výskoku, držícího na předních nohách malý oválný štít. Z erbovního znamení majitelů byl následně převzat motiv pro obecní znak.
Popis znaku obce Miklušovce - v modrém štítě stříbrný vzpínající se jelen se zlatou zbrojí.

### Vlajka
Vlajka obce Miklušovce skládá ze tří podélných pruhů v barvách žluté (1/5), bílé (3/5) a modré (1/5). Má poměr stran 2:3 a ukončena je třemi cípy, tj. dvěma zástřihy, sahajícími do třetiny její listu.
Symboly obce Miklušovce jsou zaevidovány v Heraldickém rejstříku Slovenské republiky pod signaturou M/96.

## Obyvatelstvo
V roce 1970 žilo v obci 497 obyvatel. Koncem roku 2004 měla obec 340 (obyvatel).

## Fotografie

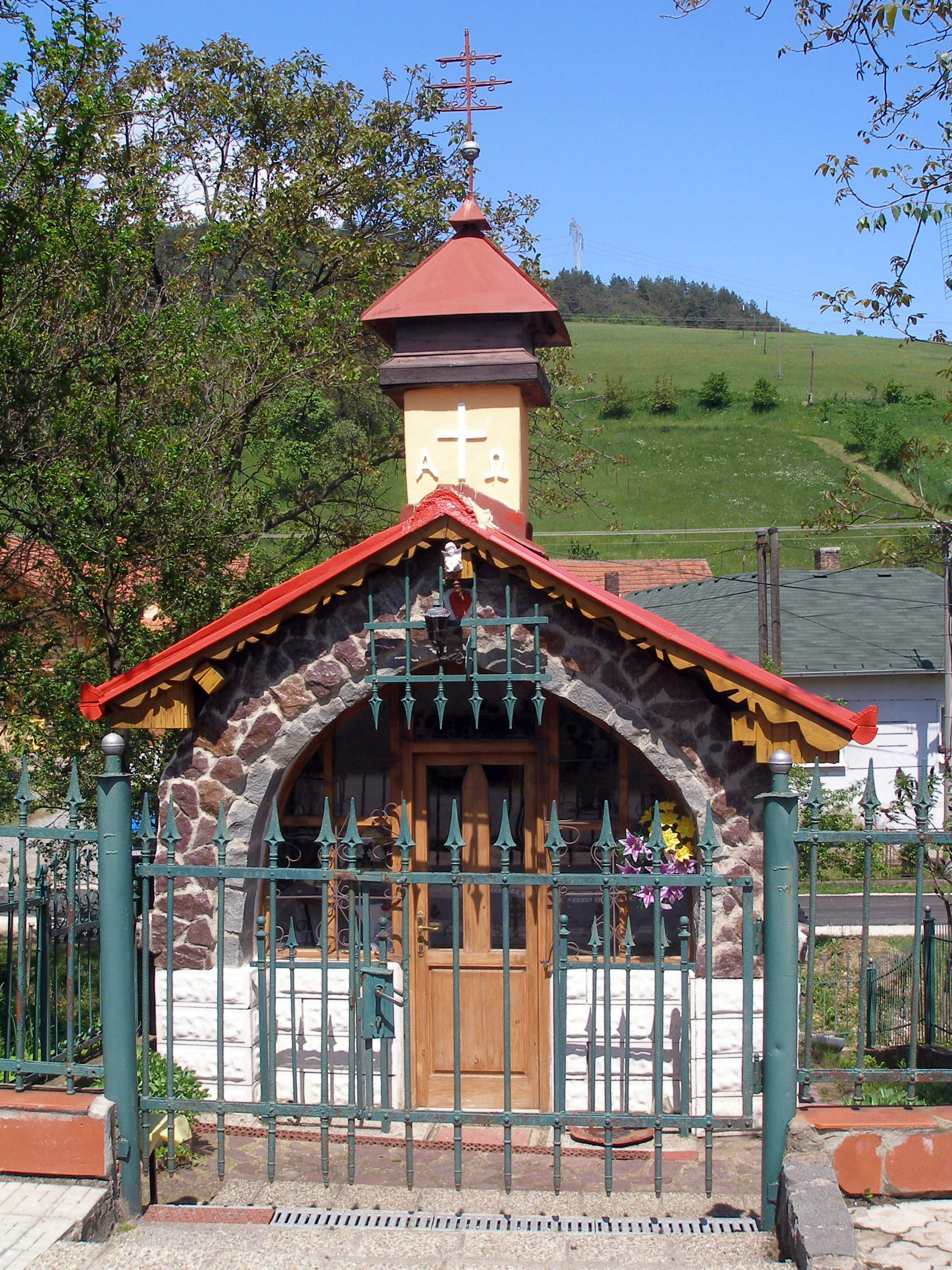
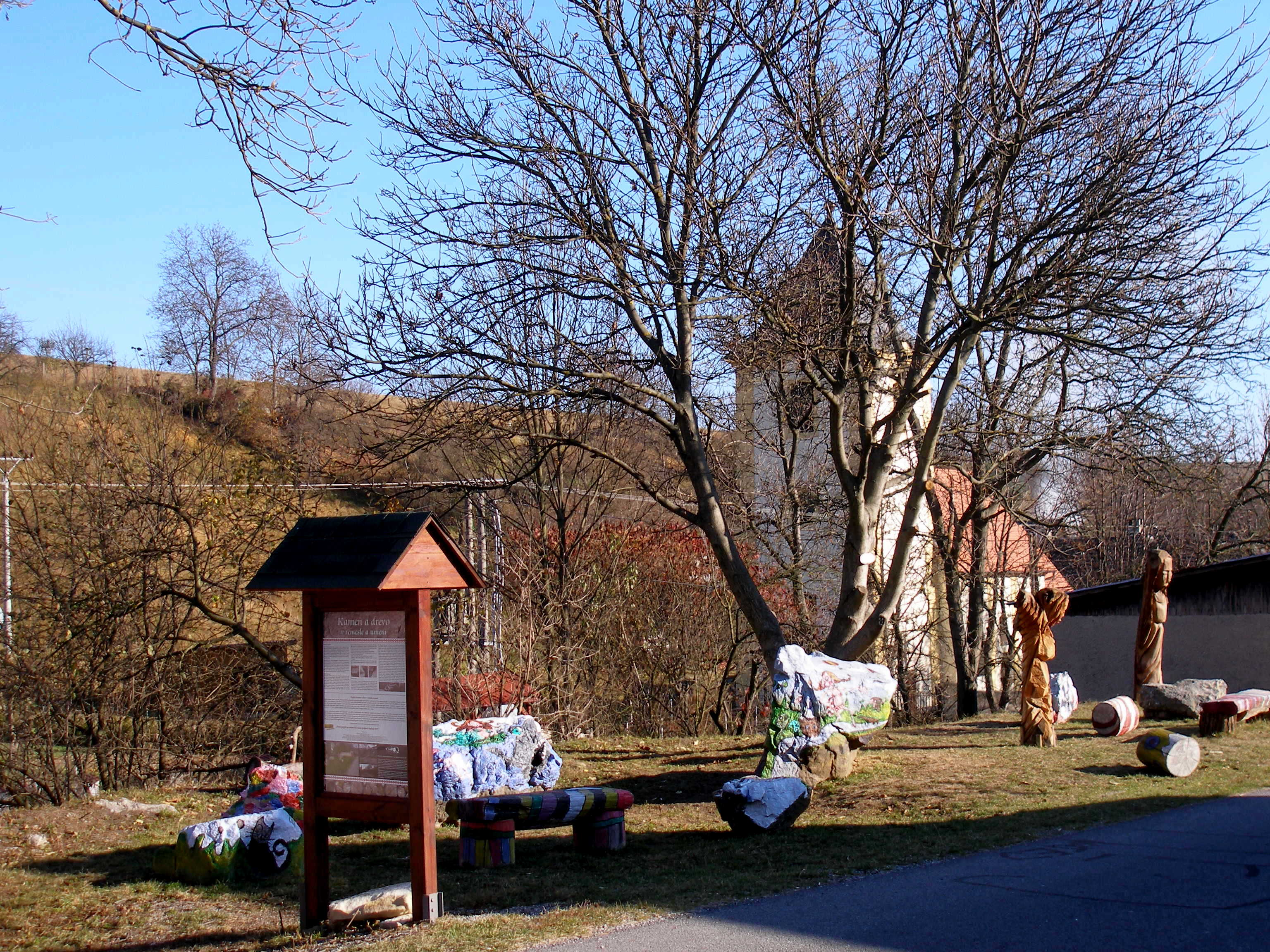
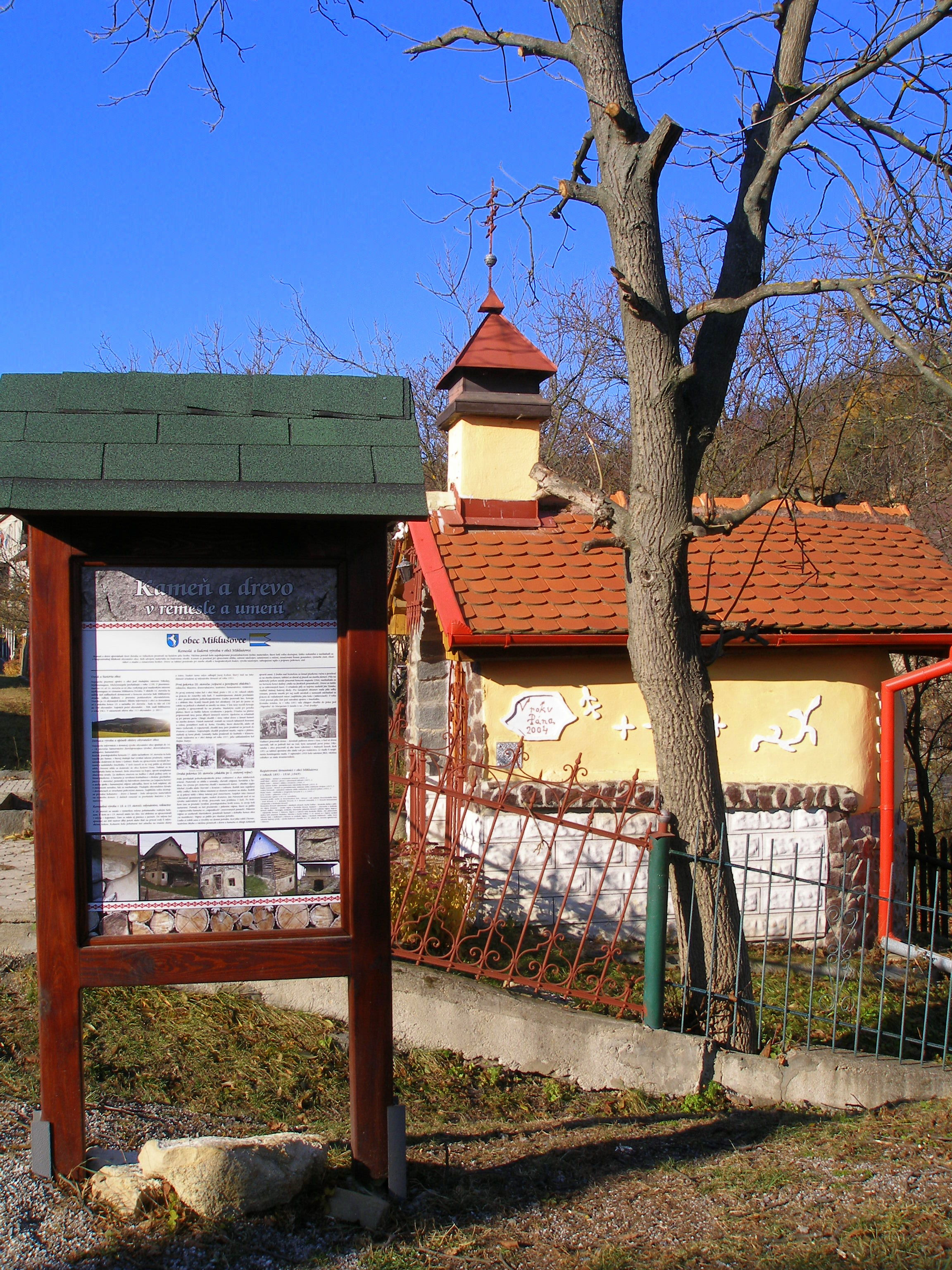